# Tom Cotton
Thomas Bryant "Tom" Cotton (født 13. maj 1977 i Dardanelle) er en amerikansk republikansk politiker. Han er medlem af USA's senat valgt i Arkansas siden 2015, og blev genvalgt ved Senatsvalget i USA 2020. Han var medlem af Repræsentanternes Hus i perioden 2013–2015.